# Anden-Feldmäuse
Die Anden-Feldmäuse (Abrothrix) sind eine in Südamerika lebende Nagetiergattung aus der Gruppe der Neuweltmäuse. Sie umfassen neun Arten.
Diese Nagetiere erreichen eine Kopfrumpflänge von 7 bis 14 Zentimeter, der Schwanz ist 5 bis 10 Zentimeter lang. Das Gewicht beträgt 15 bis 60 Gramm. Ihr Fell ist an der Oberseite dunkelgrau oder braun gefärbt, die Unterseite ist weißlich oder hellbraun. Die Nase oder das ganze Gesicht können rötlich oder orange gefärbt sein.
Ihr Verbreitungsgebiet reicht vom mittleren Peru bis Feuerland. Ihr Lebensraum sind Wälder, Grasländer und Sumpfgebiete, sie kommen in Höhen bis 5600 Metern vor. Von manchen Arten ist bekannt, dass sie gut graben können und unterirdische Baue anlegen, andere errichten ihre Nester in Felsspalten oder im Wurzelwerk von Bäumen.
Sie sind Allesfresser, die Insekten, Samen, Früchte und Pilze zu sich nehmen. Zwei- bis dreimal im Jahr bringt das Weibchen ein bis acht Jungtiere zur Welt.

## Systematik
Es werden neun Arten unterschieden:
- die Anden-Feldmaus oder Gemeine Andenfeldmaus (Abrothrix andinus) ist vom südlichen Peru bis ins mittlere Chile und Argentinien verbreitet.
- die Hershkovitz-Feldmaus oder Hershkovitz-Andenfeldmaus (Abrothrix hershkovitzi) bewohnt Inseln im äußersten Süden Chiles.
- die Graue Tucuman-Feldmaus oder Graue Andenfeldmaus (Abrothrix illuteus) ist auf das nordwestliche Argentinien beschränkt.
- die Gepunktete Peru-Feldmaus oder Jelski-Andenfeldmaus (Abrothrix jelskii) lebt in Südperu, Westbolivien und Nordwestargentinien.
- die Wollige Andenfeldmaus oder Dichthaar-Feldmaus (Abrothrix lanosus) bewohnt den äußersten Süden Chiles und Argentiniens.
- die Langhaar-Andenfeldmaus oder Langhaar-Feldmaus (Abrothrix longipilis) kommt im mittleren und südlichen Chile und Argentinien vor.
- die Wellington-Andenfeldmaus oder Wellington-Feldmaus (Abrothrix markhami) ist auf die südchilenische Wellington-Insel beschränkt.
- die Olivfarbene Andenfeldmaus oder Olivfarbene Chile-Feldmaus (Abrothrix olivaceus) bewohnt nahezu ganz Chile und die angrenzenden Regionen Argentiniens.
- die Sanborn-Andenfeldmaus oder Sanborn-Feldmaus (Abrothrix sanborni) kommt im südlichen Chile und Argentinien vor.

Die Systematik dieser Gattung ist nicht unumstritten. Drei Arten, A. andinus, A. jelskii und A. olivaceus, werden manchmal in einer eigenen Gattung, Chroeomys, geführt, die übrigen manchmal in Akodon eingegliedert.